# Paavo Aitio
Paavo Johannes Aitio, född 14 juli 1918 i Åbo, död 1 juni 1989 i Åbo, var en finländsk politiker. Han var ledamot av Finlands riksdag 1951–1977 för Demokratiska förbundet för Finlands folk och landshövding i Åbo och Björneborgs län 1977–1985.
Aitio gick först med i Socialdemokraterna. Han bytte 1946 parti till DFFF och var dessutom sedan 1948 medlem i Finlands kommunistiska parti. Han blev invald i riksdagen år 1951. Han var presidentkandidat i presidentvalet i Finland 1962. Han var minister för kommunikationsväsendet och allmänna arbetena 1968–1970 i Regeringen Koivisto I samt arbetskraftsminister i Regeringen Miettunen II.
Aitio avled 1989 och släktingarna brände hans privata arkiv i början av 1990-talet.

## Utmärkelser
- Kommendörstecknet av I klass av Finlands Vita Ros’ orden[1]

[Redigera Wikidata]